# My Little Pony Tales
《My Little Pony Tales》是美國/加拿大玩具公司孩之寶旗下品牌彩虹小馬於1992年代推出的動畫影集，於1992年8月8日起在美國迪士尼頻道播放，共有26集。My Little Pony Tales與1980年代彩虹小馬動畫同為第一世代的彩虹小馬動畫，兩部作品最大的差異在於，My Little Pony Tales中小馬角色的『擬人化』程度更深，例如小馬們建造了自己的城鎮、學校等，有時也會穿上衣服；故事風格也從奇幻類轉變為生活喜劇。

## 外部連結
- 互联网电影数据库（IMDb）上《My Little Pony Tales》的资料（英文）